# Freeklane
Freeklane (en árabe: فريكلان‎)‎; es el nombre de un grupo en idioma cabilio, de Argelia, de música instrumental y vocal folclórica en lenguas bereberes, formado en 2008. El grupo se identifica con la variedad musical norteafricana, haciendo un poco de todo, todo lo que es argelino primero. Se puede encontrar raï, chaâbi, gnawa también, ritmos africanos, también hay matices y ritmos un poco occidentales y esto se refiere a los deseos de cada uno, en su forma libre de expresarse musicalmente.
El grupo quiso rendir homenaje a la mujer argelina que constituye el pilar de la sociedad argelina: 

Queríamos simbolizar a la mujer argelina dándole una imagen de una mujer que ha apoyado al pueblo argelino o al argelino antes de la revolución, durante la revolución y hasta el día de hoy. Quisimos rendirle homenaje y decirle que es una princesa argelina, porque siempre ha estado allí para el argelino

·.
El nombre del grupo proviene de la raíz Free significando libre en idioma inglés, y Iklanes que significa "los esclavos" en berebere·.
La banda lanzó en 2013 un álbum titulado Lalla Mira. En 2014 le groupe collabore avec le musicien brésilien Marcio Faraco.

## Miembros
Miembros actuales
- Saiid (guitarra)
- Chemsou (canto)
- Youces (bajo)
- Ysn (batería)
- Nazim (gutiare)
- Sido (clavicordio)
- Younes (percusión )